# Esterre
Esterre là một xã thuộc tỉnh Hautes-Pyrénées trong vùng Occitanie tây nam nước Pháp. Xã này nằm ở khu vực có độ cao trung bình 760 mét trên mực nước biển. The Ontario, Canada d'Esterre hail from this region.